# Willy Möbius
Alfred Willy Möbius und Wilfried Möbius  (* 16. Februar 1879 in Leipzig; † 17. April 1964 ebenda) war ein deutscher Physiker.
Während seines Studiums wurde Möbius 1898 Mitglied der SBV Nordalbingia Leipzig, später war er Vorsitzender der Altherrenschaft. Möbius promovierte 1907 in Leipzig, habilitierte sich 1919 und war dann Privatdozent und von 1925 bis 1945 außerordentlicher Professor für Physik an der Universität Leipzig. Er schrieb den Artikel Optik der Atmosphäre in der Enzyklopädie der mathematischen Wissenschaften und befasste sich theoretisch und experimentell mit dem Regenbogen.

## Schriften
- Einführung in die Optik der Atmosphäre. Teubner, Leipzig 1907.
- Zur Theorie des Regenbogens und ihrer experimentellen Überprüfung. Leipzig, Teubner 1907 (Abhandlungen der math-phys. Klasse der kgl. sächsischen Gesellschaft der Wissenschaften, Bd. 30 Nr. 2, Inaugural-Dissertation).
- Über die Mascartsche einfache Methode zur Berechnung von Interferenzstreifen und ihre Anwendung auf die Beugungserscheinungen beim Regenbogen und Ultramikroskop. In: Annalen der Physik (1910), S. 79–133.
- Zur Theorie des Regenbogens an Kugeln von 1 bis 10 Lichtwellenlängen Durchmesser. In: Annalen der Physik (1913), S. 736ff.
- Über die Dispersion von Wasser und Äthylalkohol zwischen 7 und 35 mm Wellenlänge und Vorversuche zur Verwendung noch kürzerer elektrischer Wellen. In: Annalen der Physik (1920), S. 293–322.
- Optik der Atmosphäre. 1921.